# Lương Thế Thành
Lương Thế Thành (sinh ngày 1 tháng 10 năm 1982) là một nam diễn viên người Việt Nam. Hiện anh là diễn viên kịch thuộc sân khấu kịch Thiên Đăng.

## Tiểu sử và sự nghiệp
Lương Thế Thành sinh ngày 1 tháng 10 năm 1982 tại tỉnh Tiền Giang.
Năm 2003, anh lên Sài Gòn thi vào trường Đại học Sân khấu – Điện ảnh Thành phố Hồ Chí Minh. Chỉ sau 1 học kỳ anh đã may mắn được lựa chọn để đảm nhận vai Lê Quý Đôn trong bộ phim chuyển thể từ truyện cổ tích cùng tên. Không lâu sau đó, Lương Thế Thành tiếp tục góp mặt trong phim Trái tim vàng son. Đây là bộ phim kể về đề tài chiến tranh.
Đến năm thứ 2, Lương Thế Thành được đạo diễn Đinh Đức Liêm lựa chọn vào vai chính trong bộ phim Miền đất phúc. Đây được xem như bộ phim đánh dấu bước ngoặt quan trọng trong sự nghiệp diễn xuất của anh. Cũng trong năm này, anh còn đóng thêm 7 phim nữa là: Cổng Mặt Trời, Hạnh Phúc Của Người Khác, Lối Sống Sai Lầm, Giọt Đắng, Mùi Ngò Gai, Tôi Yêu Cô Đơn và Trái Tim Hoa Hồng.
Tính đến nay, anh đã tham gia rất nhiều bộ phim nhưng hầu hết trong các phim anh đều đảm nhận vai chính diện.
Bên cạnh việc đóng phim, Lương Thế Thành cũng từng góp mặt trong MV ca nhạc của nữ ca sĩ Mỹ Tâm: Chuyện như chưa bắt đầu và Em phải làm sao.
Khoảng cuối năm 2005, anh được nghệ sĩ Thanh Phương (1977 - 2008) đưa về sân khấu kịch Idecaf và diễn cho đến hiện tại.

## Phim đã tham gia

### Truyền hình
| Năm  | Tựa phim                               | Vai diễn       | Đạo diễn                                               | Kênh        | Ghi chú                                                                                             | Nguồn |
| ---- | -------------------------------------- | -------------- | ------------------------------------------------------ | ----------- | --------------------------------------------------------------------------------------------------- | ----- |
| 2005 | Danh nhân đất Việt: Lê Quý Đôn         | Lê Quý Đôn     | Lâm Lê Dũng                                            |             | đóng phim trong khi đang là sinh viên năm nhất của Trường Đại học Sân khấu Điện ảnh Tp. Hồ Chí Minh |       |
| 2005 | Trái tim son trẻ                       | Minh           | Hồ Ngọc Xum                                            | HTV7        | |       |
| 2005 | Miền đất phúc                          | Phúc (lúc lớn) | Đinh Đức Liêm                                          | HTV9        | đóng phim trong khi đang là sinh viên năm hai của Trường Đại học Sân khấu Điện ảnh Tp. Hồ Chí Minh  |       |
| 2006 | Mùi ngò gai                            | Thiện          | Kim Hyo-joong, Han Chul-soo, Chu Thiện & Trần Hữu Phúc | HTV9        | |       |
| 2007 | Giọt đắng                              | Thanh          | Đinh Đức Liêm                                          | HTV9        | |       |
| 2008 | Một ngày không có em                   | Việt           | Nguyễn Danh Dũng                                       | HTV7        | |       |
| 2008 | Bò cạp tím                             | Huy            | Trương Dũng                                            | HTV9        | |       |
| 2008 | Đồng hồ cát                            | Thần Zu        | Xuân Phước                                             | Let's Viet  | |       |
| 2010 | Bước chân hoàn vũ                      | Chu Khang      | Xuân Phước                                             | HTV9        | |       |
| 2010 | Cổng mặt trời                          | Bình           | Nguyễn Dương                                           | HTV7        | |       |
| 2010 | Lối sống sai lầm                       | Nguyên         | Oh Seung Yuep                                          | HTV7        | |       |
| 2010 | Mệnh lệnh hoa hồng                     | Thầy Nhân      | Võ Thanh Hòa                                           | HTV7        | |       |
| 2011 | Anh và em                              | Chánh Trung    | Kim Kyo Jung                                           | VTV9        | |       |
| 2012 | Vọng kim lang                          | Minh Trọng     | Quách Khoa Nam                                         | SCTV14      | |       |
| 2012 | Trái tim hoa hồng                      | Chuyên Cận     | Xuân Phước                                             | VTV9        | |       |
| 2012 | Mình cưới thật em nhé                  | Kiên           | Xuân Phước                                             | VTV3        | |       |
| 2013 | Rau muống tháng 9                      | Trung Hiếu     | Xuân Phước                                             | KGTV        | Phim đầu tiên đóng với Thúy Diễm và trở thành bạn đời sau này                                       |       |
| 2013 | Ranh giới tình                         | Cang           | Nguyễn Duy Võ Ngọc                                     | Let's Viet  | |       |
| 2013 | Hoán nhân tâm                          | Hậu Sinh       | Xuân Phước                                             | SCTV14      | |       |
| 2013 | Hợp đồng scandal                       | Nam            | Nguyễn Phương Điền                                     | SCTV14      | |       |
| 2013 | Em đẹp em có quyền                     | Lê Anh         | Nguyễn Hoàng Vũ                                        | HTV7        | |       |
| 2013 | Con trai con gái                       | Thanh          | Kim Hyo Jung - Chu Thiện                               | HTV7        | |       |
| 2014 | Tôi yêu cô đơn                         | Duy Tân        | Nguyễn Minh Cao                                        | Let's Viet  | |       |
| 2014 | Cuộc chiến quý ông                     | Gia Khiêm      | Nguyễn Phương Điền                                     | VTV9        | |       |
| 2014 | Hạnh phúc của người khác               | Tùng           | Đinh Đức Liêm                                          | TodayTV     | |       |
| 2014 | Ra giêng anh cưới em                   | Lượm           | Xuân Phước                                             | VTV9        | |       |
| 2014 | Lênh đênh phận bạc                     | Thảo           | Trương Thành Công                                      | VTV9        | |       |
| 2014 | Sau bức tường lửa                      | Việt Chương    | Xuân Phước                                             | VTV Cần Thơ | |       |
| 2014 | Tình yêu và thử thách                  | Minh Khoa      | Chu Thiện                                              | HTV7        | |       |
| 2014 | Gỡ rối tơ lòng                         | Thầy Tân       | Xuân Cường                                             | Let's Viet  | |       |
| 2015 | Tráo ông thổ địa                       | Sơn            | Nguyễn Lâm                                             | HTV9        | |       |
| 2015 | Giọt lệ bên sông                       | Triệu Vỹ       | Hoàng Tuấn Cường                                       | THVL1       | |       |
| 2015 | Ải mỹ nhân                             | Hai Sanh       | Xuân Phước                                             | THVL1       | |       |
| 2015 | Vợ là mùa xuân                         | Hai Khờ        | Xuân Phước                                             | THVL1       | |       |
| 2015 | Trận đồ bát quái                       | Thành Thiên    | Chu Thiện                                              | THVL1       | |       |
| 2015 | Một thời lãng quên                     | Bình           | Trương Dũng                                            | HTV7        | |       |
| 2015 | Khúc tương tư                          | Hai Giỏi       | Xuân Phước                                             | HTV7        | |       |
| 2015 | Nhà trọ có bốn cô chiêu                | Thanh          | Nguyễn Minh Cao                                        | Let's Viet  | |       |
| 2015 | Sức nặng tình thâm                     | Lộc            | Nhật Trung                                             | HTV9        | |       |
| 2015 | Oan gia khó tránh                      | Bình           | Nhật Trung                                             | HTV9        | |       |
| 2016 | Nữ cảnh sát tập sự                     | Khánh          | Nguyễn Phương Điền                                     | VTV3        | |       |
| 2016 | Dòng sông huynh đệ                     | Cường          | Kim Hyo Jung                                           | HTV2        | |       |
| 2016 | Hương đồng nội                         | Thiên Hải      | Xuân Phước                                             | THVL1       | |       |
| 2016 | Người cha phú quý / Ngũ long công chúa | Mạnh           | Xuân Phước                                             | THVL1       | |       |
| 2016 | Sóng gió gia đình                      | Minh           | Dũng Nghệ                                              | HTV9        | |       |
| 2016 | Hợp đồng định mệnh                     | Nam Sơn        | Nguyễn Dương                                           | HTV9        | |       |
| 2016 | Đời không như là mơ                    | Thanh Bình     | Khôi Nguyên                                            | SCTV14      | |       |
| 2016 | Nợ anh một giấc mơ                     | Trung          | Xuân Phước                                             | TodayTV     | |       |
| 2017 | Thảm đỏ                                | Hoàng Dũng     | Võ Thanh Hòa - Kim Hyo Yung                            | VTV6        | |       |
| 2017 | Cuộc chiến nhân tâm                    | Phan / Phong   | Mai Dũng                                               | THVL1       | |       |
| 2017 | Lao công bí ẩn                         | Thiên Vũ       | Nguyễn Quang Minh                                      | HTV9        | |       |
| 2017 | Chung cư cảnh sát                      | Tâm            | Đặng Minh Quốc                                         | HTV9        | |       |
| 2017 | Nhà có hai cửa chính                   | Đồng           | Nguyễn Minh Cao                                        | HTV9        | |       |
| 2017 | Phục hận                               | Triều          | Nguyễn Dương                                           | HTV9        | |       |
| 2017 | Tội ác không dung thứ                  | Thế Anh        | Đặng Minh Quốc                                         | SCTV14      | vai phản diện thứ hai                                                                               |       |
| 2017 | Dạo chơi giữa sài gòn                  | Trúc Thanh     | Lê Chí Dũng - Võ Thanh Phong                           | HTV7        | |       |
| 2018 | Ngày ấy mình đã yêu                    | Nam            | Nguyễn Khải Anh - Quang Vinh                           | VTV3        | Phim đầu tiên đóng cho VFC                                                                          |       |
| 2018 | Cặp đôi nội chiến                      | Hỏa            | Huỳnh Vinh                                             | HTV9        | |       |
| 2018 | Cô thắm về làng 3                      | Cần            | Nguyễn Hoàng Anh & Lương Trung Tín                     | HTV2        | thay vai cho Nhan Phúc Vinh                                                                         |       |
| 2018 | Không cần soái ca                      | Gia Huy        | Nguyễn Thu                                             | SCTV14      | |       |
| 2018 | Cali mùa hoa vàng                      | John Hai       | Xuân Phước                                             | THVL1       | |       |
| 2018 | Phận làm dâu                           | Tú             | Xuân Phước                                             | THVL1       | |       |
| 2019 | Muôn kiểu làm dâu                      | Andy           | Cẩm Hà - Phạm Tuân                                     | HTV7        | |       |
| 2019 | Gia đình là số 1 (phần 2)              | Minh Ngọc      | Nhật Trung                                             | HTV7        | |       |
| 2019 | Ngũ hợi tấn hỷ                         | Phi Long       | Dũng Nghệ                                              | HTV7        | |       |
| 2019 | Thả lưới bắt em                        | Biển           | Quyền Lộc                                              | TodayTV     | |       |
| 2019 | Văn phòng ma nữ                        | Hoài Nam       | Hữu Nghĩa                                              | HTV9        | |       |
| 2019 | Tình mẫu tử                            | Tùng           | Hoàng Tuấn Cường                                       | THVL1       | |       |
| 2019 | Không lối thoát                        | Minh           | Xuân Phước                                             | THVL1       | vai phản diện thứ ba                                                                                |       |
| 2019 | Anh ba khía                            | Ba Khía        | Xuân Phước                                             | THVL1       | |       |
| 2020 | Mẹ ghẻ                                 | An/Quân        | Trương Dũng                                            | THVL1       | |       |
| 2020 | Những nàng dâu nổi loạn                | Hồ Đức         | Xuân Phước                                             | VTV3        | |       |
| 2020 | Dâu bể đường trần                      | Dũng Linh      | Xuân Phước                                             | THVL1       | |       |
| 2021 | Canh bạc tình yêu                      | Đăng Duy       | Trương Dũng                                            | THVL1       | |       |
| 2021 | Sui gia khắc khẩu                      | Tấn Lộc        | Xuân Phước                                             | THVL1       | |       |
| 2021 | Chống lại số phận                      | Minh Tài       | Nhâm Minh Hiền                                         | SCTV14      | |       |
| 2021 | Bánh mì ông Màu (phần 2)               | Minh Khôi      | Nguyễn Quang Minh                                      | HTV7        | Vai phản diện thứ tư                                                                                |       |
| 2021 | Thả lưới bắt em (phần 2)               | Biển           | Huỳnh Vinh                                             | TodayTV     | |       |
| 2022 | Vũ điệu đón xuân                       | Sư             | Xuân Phước                                             | THVL1       | |       |
| 2023 | Màu cát                                | Phong          | Nhâm Minh Hiền                                         | SCTV14      | |       |
| 2023 | Dưới bóng bình yên                     | Quân           | Văn Công Viễn                                          | HTV7        | |       |
| 2024 | Trăm năm hạnh phúc được không?         | Duy Quang      | Nguyễn Mạnh Hà                                         | HTV7        | |       |
| 2024 | Định kiến yêu thương                   | Minh           | Xuân Phước                                             | Yeah1       | |       |

### Điện ảnh
| Năm  | Phim                | Vai         | Đạo diễn           | Ghi chú                | Nguồn |
| ---- | ------------------- | ----------- | ------------------ | ---------------------- | ----- |
| 2008 | Nước mắt phương xa  | Trần Hiếu   | Michael Gleissner  |                        |       |
| 2012 | Hello cô Ba         | Trung Ninja | Nguyễn Quang Minh  | vai phản diện đầu tiên |       |
| 2013 | Tía ơi!             | Hưng        | Xuân Phước         |                        |       |
| 2013 | Bay vào cõi mộng    | Chí Lì      | Nguyễn Phương Điền |                        |       |
| 2016 | Tik tak, anh yêu em | Tài         | Trần Ka My         |                        |       |

## Diễn kịch
| Năm  | Kịch                                       | Vai                          | Ghi chú                          | Đạo diễn            | Sân khấu          |
| ---- | ------------------------------------------ | ---------------------------- | -------------------------------- | ------------------- | ----------------- |
| 2006 | Tình yêu không thiên đường                 | Hoàng Phương                 |                                  | Binh Hùng           | Idecaf            |
| 2006 | Hạnh phúc trên đồi hoa máu                 | Con trai bác sĩ Thịnh        |                                  | Vũ Minh             | Idecaf            |
| 2007 | NXNX 14: Sơn Tinh Thủy Tinh                | Dân làng, voi chín ngà       |                                  | Vũ Minh             | Nhà hát Bến Thành |
| 2007 | NXNX 15: Hoàng tử Ai Cập                   | Lính Ai Cập                  |                                  | Vũ Minh             | Nhà hát Bến Thành |
| 2008 | NXNX 16: Chuyện thần tiên xứ phù tang      | Ajibaba                      |                                  | Đình Toàn           | Nhà hát Bến Thành |
| 2009 | NXNX 17: Phù đổng thiên vương              | Dân làng                     |                                  | Vũ Minh             | Nhà hát Bến Thành |
| 2009 | NXNX 17: Lá cờ thêu 6 chữ vàng             | Hoàng Chí Hiển               |                                  | Vũ Minh             | Nhà hát Bến Thành |
| 2009 | NXNX 18: Chàng lang thang và nàng Tùy Tiện | Chàng lang thang (lúc lớn)   |                                  | Vũ Minh             | Nhà hát Bến Thành |
| 2010 | Một cuộc đời bị đánh cắp                   | Cậu út Aydi                  |                                  | NSƯT Trần Minh Ngọc | Idecaf            |
| 2011 | Ca sĩ ngôi sao                             | Ca sĩ ngôi sao               |                                  | Vũ Minh             | Idecaf            |
| 2012 | Trái tim nhảy múa                          | Việt                         |                                  | Vũ Minh             | Idecaf            |
| 2012 | Tía ơi má dìa                              | Thầy giáo Mộc                |                                  | Vũ Minh             | Idecaf            |
| 2013 | Số đào hoa                                 | Sơn                          |                                  | Hòa Hiệp            | Phú Nhuận         |
| 2014 | Dạ cổ hoài lang                            | Bạn trai của cháu gái ông Tư |                                  | Vũ Minh             | Idecaf            |
| 2014 | Trùm lừa                                   | Bạch Hổ                      |                                  | Hùng Lâm            | Idecaf            |
| 2015 | Cần có ai đó để yêu thương                 | Dũng                         |                                  | Hùng Lâm            | Idecaf            |
| 2015 | Hợp đồng mãnh thú                          | Anh đẹp trai                 |                                  | Vũ Minh             | Idecaf            |
| 2016 | Dạ cổ hoài lang                            | Bạn trai của cháu gái ông Tư |                                  | Vũ Minh             | Idecaf            |
| 2016 | Tía ơi mà dìa                              | Thầy giáo Mộc                |                                  | Vũ Minh             | Idecaf            |
| 2017 | Tiên Nga                                   | Vương Tử Trực                |                                  | NSƯT Thành Lộc      | Idecaf            |
| 2022 | Táo xuân 2022                              | Bác sĩ Thành                 | kịch truyền hình trên kênh THVL1 | Ngọc Hùng           | Công ty Sen Vàng  |
| 2023 | Ngôi nhà trong mây                         | Vui                          |                                  | Tuấn Khôi           | Thiên Đăng        |
| 2023 | Ngũ quý tương phùng                        | Trí                          |                                  | Tuấn Khôi           | Thiên Đăng        |
| 2023 | Duyên thệ                                  | Võ Như Bình                  |                                  | NSƯT Hữu Châu       | Thiên Đăng        |
| 2024 | Chuyến đò định mệnh                        | Kẻ cướp                      |                                  | NSND Trần Minh Ngọc | Thiên Đăng        |

## Đóng MV
| Năm  | Tựa                                          | Ca sĩ                        |
| ---- | -------------------------------------------- | ---------------------------- |
| 2005 | Thầm mong anh quay về bên em                 | Mây Trắng                    |
| 2006 | Anh tin mình đã cho nhau một kỷ niệm         | Thu Thủy và Lương Bằng Quang |
| 2008 | Mong bình yên về cho anh                     | Thu Thủy                     |
| 2010 | Thiên đường yêu                              | Trương Quỳnh Anh             |
| 2010 | Không thuộc về em                            | Trương Quỳnh Anh             |
| 2010 | Nước mắt vô nghĩa                            | Trương Quỳnh Anh             |
| 2012 | Bao đêm em khóc một mình                     | Uyên Trang                   |
| 2012 | Chuyện như chưa bắt đầu                      | Mỹ Tâm                       |
| 2013 | Em phải làm sao (Chuyện như chưa bắt đầu p2) | Mỹ Tâm                       |
| 2016 | Hãy về với nhau (Chuyện như chưa bắt đầu p3) | Mỹ Tâm                       |

## Đời tư
Năm 2016, Lương Thế Thành đã kết hôn với Miss Sunplay 2007, người mẫu, diễn viên Thúy Diễm - người đã đóng cặp chung với anh rất nhiều bộ phim.. Cả hai đã có với nhau một đứa con trai tên là Bảo Bảo (sinh 2018)..

## Giải thưởng
| Năm  | Giải thưởng   | Hạng mục                                | Tác phẩm                 | Kết quả   | Nguồn       |
| ---- | ------------- | --------------------------------------- | ------------------------ | --------- | ----------- |
| 2009 | HTV Awards    | Nam diễn viên chính được yêu thích nhất | Mùi ngò gai (phần 3)     | Đoạt giải | [ 6 ]       |
| 2015 | HTV Awards    | Nam diễn viên chính được yêu thích nhất | Tình yêu và thử thách    | Đoạt giải | [ 7 ]       |
| 2015 | Giải Mai Vàng | Nam diễn viên truyền hình               | Khúc tương tư            | Đề cử     | [ 8 ] [ 9 ] |
| 2016 | Ngôi Sao Xanh | Nam diễn viên truyền hình xuất sắc nhất | Nợ anh một giấc mơ       | Đề cử     | [ 10 ]      |
| 2016 | Ngôi Sao Xanh | Nam diễn viên truyền hình xuất sắc nhất | Trận đồ bát quái         | Đề cử     | [ 10 ]      |
| 2019 | Ngôi Sao Xanh | Nam diễn viên truyền hình xuất sắc nhất | Ngũ hợi tấn hỷ           | Đoạt giải | [ 11 ]      |
| 2021 | Ngôi Sao Xanh | Nam diễn viên truyền hình xuất sắc nhất | Bánh mì ông màu (phần 2) | Đề cử     | [ 12 ]      |
| 2021 | Ngôi Sao Xanh | Nam diễn viên truyền hình xuất sắc nhất | Chống lại số phận        | Đề cử     | [ 12 ]      |